# Balance (musikalbum)
Balance är ett musikalbum med Van Halen som släpptes 1995. Albumet är med marginal bandets tyngsta. Skivomslaget med två siamesiska tvillingar på en gunga blev bannlyst i Japan och ersattes med ett alternativt omslag.

## Låtlista
Samtliga låtar skrivna av Michael Anthony, Sammy Hagar, Alex Van Halen och Edward Van Halen.
1. The Seventh Seal – 5:18†
2. Can't Stop Lovin' You – 4:07
3. Don't Tell Me (What Love Can Do) – 5:56†
4. Amsterdam – 4:45
5. Big Fat Money – 3:57
6. Strung Out (instrumental) – 1:29
7. Not Enough – 5:13
8. Aftershock – 5:29
9. Doin' Time (instrumental) – 1:41
10. Baluchitherium (instrumental) – 4:05
11. Take Me Back (Deja Vu)" – 4:43
12. Feelin' – 6:36
13. Crossing Over (Japanese bonus track) – 4:49

## Medverkande
- Sammy Hagar – sång, körsång, elgitarr
- Eddie Van Halen – elgitarr, keyboard, körsång
- Michael Anthony – bas, körsång
- Alex Van Halen – trummor, percussion